# Femke Wiersma
Femke Marije Wiersma (Dokkum, 29 december 1984) is een Nederlandse politica namens de BoerBurgerBeweging (BBB). Sinds 2 juli 2024 is zij minister van Landbouw, Visserij, Voedselzekerheid en Natuur. Daarvoor was zij vanaf 19 juli 2023 gedeputeerde van de provincie Friesland.

## Biografie
Wiersma groeide op in Dokkum waar zij op het Dockinga College haar middelbareschooldiploma mavo behaalde. Hierna deed zij een jaar de beroepsopleiding tot matroos, Eerste Maritieme Militaire Vorming (EMMV) bij de Koninklijke Marine te Den Helder. Uiteindelijk volgde zij de MBO-opleiding tot sociaal maatschappelijk dienstverlener aan het Friesland College te Heerenveen. Na haar opleiding ging zij werken als beleidsadviseur bij de Nederlandse Melkveehouders Vakbond en schreef columns in het vakblad De Boerin. Daarna werd zij beleidsmedewerker van de Tweede Kamerfractie van de BBB. Wiersma stond bij de Tweede Kamerverkiezingen 2021 achter lijsttrekker Caroline van der Plas als tweede op de BBB-kandidatenlijst en behaalde 25.588 voorkeurstemmen. 
Tijdens de Provinciale Statenverkiezingen van 16 maart 2023 was Wiersma lijstduwer van de BBB in Friesland, en vergaarde zij 8206 voorkeurstemmen, na lijsttrekker Abel Kooistra het hoogste aantal van de BBB-kandidaten. Op 13 juli 2023 werd het collegeprogramma van BBB, CDA, ChristenUnie en FNP gepresenteerd, waarbij Wiersma als gedeputeerde verantwoordelijk werd voor landbouw, FPLG (Fries Programma Landelijk Gebied) en erfgoed. Op 2 juli 2024 werd Wiersma benoemd tot minister van Landbouw, Visserij, Voedselzekerheid en Natuur. Zij legde de ambtseed af in het Fries.

## Persoonlijk
Wiersma heeft vier kinderen uit twee relaties en is gescheiden. In 2010 deed zij mee aan het televisieprogramma Boer zoekt Vrouw. Met negen andere vrouwen dong zij naar de gunst van een boer, Gijsbert Bakhuisen. Zij werd uitverkozen en kreeg met hem haar drie jongste kinderen. In 2019 gingen ze uit elkaar. In 2023 deed zij mee aan de tv-quiz De Slimste Mens.
- Parlement.com: vlv6bqubdxzt